# Concejo Municipal de Saravena (Arauca, Colombia)
El concejo municipal de Saravena es una corporación administrativa del municipio de Saravena en el departamento de Arauca, Colombia; elegida popularmente cada período, de cuatro (4) años con posibilidad de reelección, integrado por trece (13) miembros según lo determina la ley en la Constitución Política de Colombia de 1991, de acuerdo con la población respectiva del municipio. Ejerce funciones y competencias establecidas en la Constitución en materia normativa y de control político.
El periodo actual es el 2024 - 2027, donde se posesionaron el 2 de enero de 2020 los trece (13) nuevos cabildantes, Su sede se encuentra en la calle 27 15-40 primer piso. el nuevo presidente del concejo el Carlos Buenahora.

## Funciones
El concejo municipal como actor clave en la gestión del desarrollo del municipio.
1. Aprobación del Presupuesto Municipal.
2. Aprobación del Plan de Desarrollo, en el cual se orientan y planifican las diferentes acciones, actividades y proyectos a realizar, y sirve de base para proveer los lineamientos estratégicos y objetivos de Gobierno de la Alcaldía Municipal durante el período 2020-2023, al tiempo que dan cumplimiento a las competencias de ley en materia de desarrollo.
3. Reglamentar las funciones y la eficiente prestación de los servicios a cargo del municipio de Saravena.
4. Elegir Personero para el período que fije la ley y los demás funcionarios que esta determine.
5. Aprobación o rechazo de los proyectos del Alcalde de turno.
6. Control político, vigilando a funcionarios del municipio y su cumplimiento de la ley.
7. Crear iniciativas normativas, como políticas públicas.[3]

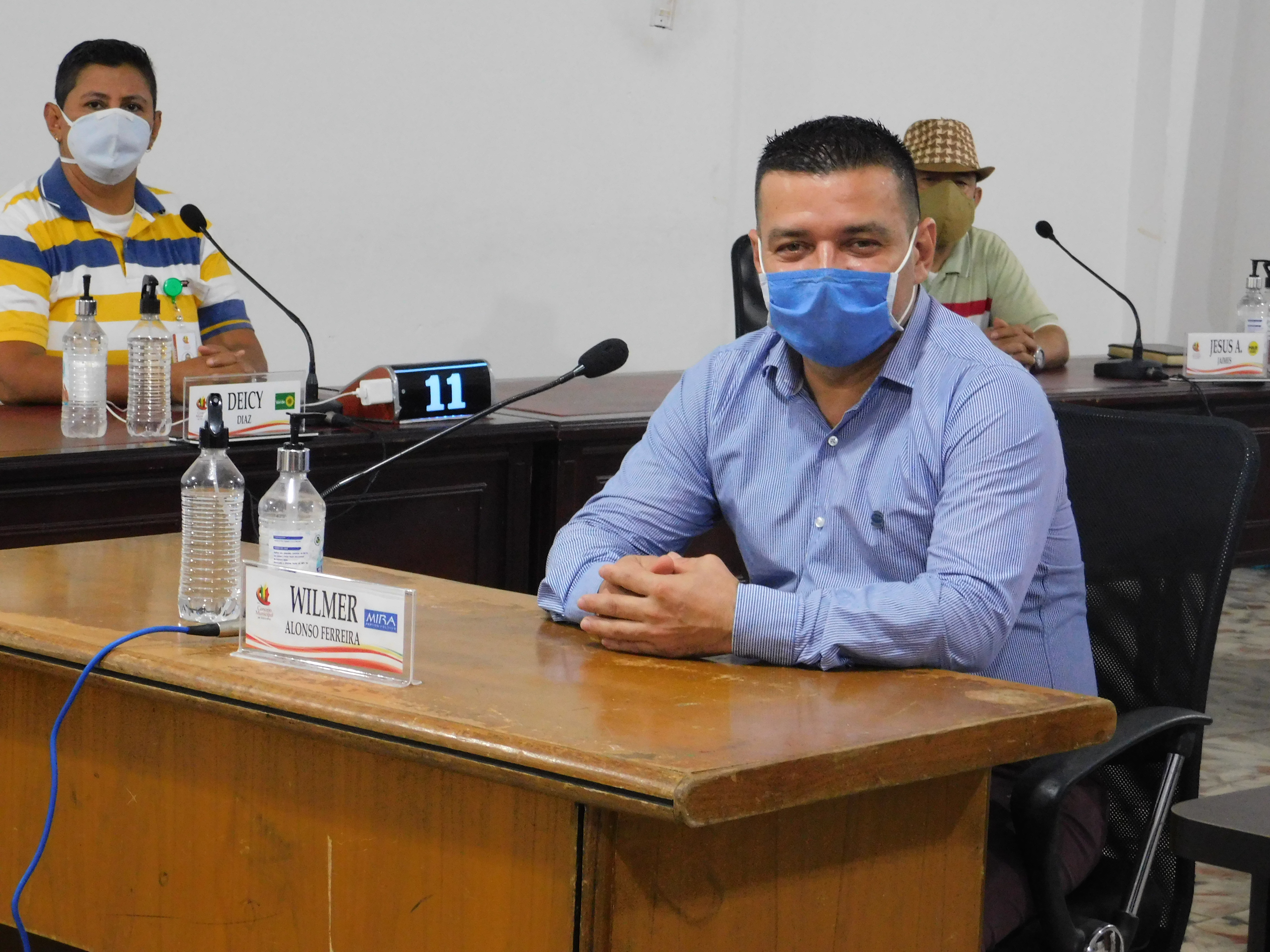
Concejal Wilmer Alfonzo Ferreira Pabón en Sesiones Ordinarias durante la contingencia del Covid-19

## Plan de Desarrollo Municipal 2020 - 2023
Mediante este documento se orientan y planifican las diferentes acciones, actividades y proyectos a realizar en el municipio de Saravena, y sirviendo de base para proveer los lineamientos estratégicos y objetivos del actual Gobierno y de la Alcaldía Municipal en cabeza del señor alcalde Wilfredo Gómez Granados, durante el período 2020-2023. En su construcción participaron habitantes de esta localidad, aportando sus ideas mediante mesas de diálogo y participación virtual en las sesiones del concejo municipal. La aprobación del Plan de desarrollo municipal "Unidos en las diferencias por Saravena" 2020-2023 se dio mediante el acuerdo municipal N° 10 del 2020

## Concejales 2020-2023
Los concejales en la corporación para el periodo constitucional 2020 – 2023, en este municipio fue conformado por:
- El partido Liberal Colombiano, por Tarcisio Tarazona y Luis Evelio Gereda Rangel.
- El Partido Cambio Radical quien estará representado por Juan Carlos Peña García.
- El Partido Verde, figura Deicy Díaz Gómez.
- El Partido Alianza Social Independiente (ASI) obtuvo dos curul, José Miguel García Cobos y Nixon Giovanny Díaz Morales.
- El Partido Social de Unidad Nacional, Partido de la U, estará representado por Camilo Espinel Manrique.
- El Partido Centro Democrático fue elegido Lewis Jefferson Calderón Sánchez.
- El Movimiento Alternativo Indígena y Social (MAIS), Yeimer Jefferson Díaz Guarín, quien obtuvo la mayor votación, acreditándolo como presidente del Concejo.
- El Partido Colombia Renaciente su representante es Ronald Fabián Mendoza Merchán.
- Mediante la Coalición Saravena Decente, el señor Jesús Antonio Jaimes.
- Por otro lado el Partido Centro Democrático, con Omar Salcedo Martínez, quien asume la curul al obtener la segunda votación como candidato a la alcaldía de Saravena, de acuerdo al Estatuto de la Oposición.
- Finalmente mediante la coalición del Partido Conservador Colombiano y el Partido Político Mira, fue elegido Wilmer Alonso Ferreira Pabón.

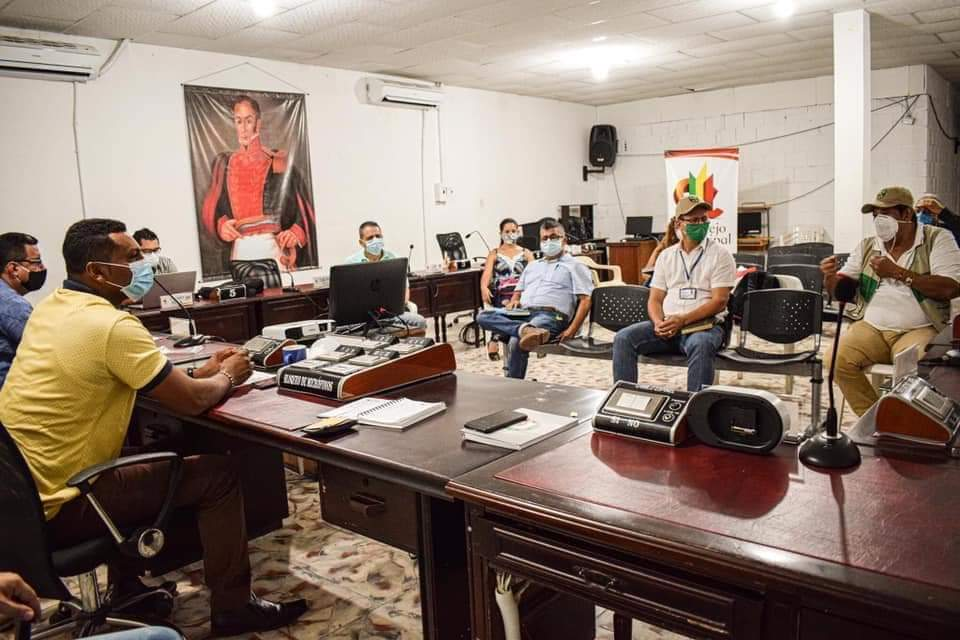
Concejo Municipal de Saravena

## Comisiones Permanentes 2020
| COMISIÓN PRIMERA DE PLANES Y DESARROLLO            | COMISIÓN PRIMERA DE PLANES Y DESARROLLO                  |
| -------------------------------------------------- | -------------------------------------------------------- |
| Jose Miguel Garcia Cobos                           | Alianza Social Independiente (Presidente de la comisión) |
| Camilo Espinel Manrique                            | Partido Social de Unidad Nacional                        |
| Wilmer Alfonso Ferreira Pabon                      | Partido Político MIRA                                    |
| Omar Salcedo Martinez                              | Centro Democrático                                       |
| Luis Evelio Gereda Rangel                          | Partido Liberal Colombiano                               |
| COMISIÓN SEGUNDA Y DE GOBIERNO                     |                                                          |
| Juan Carlos Peña                                   | Partido Cambio Radical (Presidente de la comisión)       |
| Tarciso Tarazona                                   | Colombia Renaciente                                      |
| Jesus Antonio Jaimes                               | Polo Democrático Alternativo                             |
| COMISIÓN TERCERA DE PRESUPUESTO Y HACIENDA PÚBLICA |                                                          |
| Lewis Jefferson Calderon Sanchez                   | Centro Democrático (Presidente de la comisión)           |
| Ronald Fabian Mendoza Merchan                      | Colombia Renaciente                                      |
| Deicy Diaz Gomez                                   | Alianza Verde                                            |
| Yeimer Jefferson Diaz Guarin                       | Movimiento Alternativo Indígena y Social                 |
| Nixon Diaz Morales                                 | Alianza Social Independiente                             |
| COMISIÓN DE ETICA                                  |                                                          |
| Luis Evelio Gereda Rangel                          | Partido Liberal Colombiano                               |
| Jesus Antonio Jaimes                               | Polo Democrático Alternativo                             |
| Ronal Fabian Mendoza Merchan                       | Colombia Renaciente                                      |
| COMISIÓN DOCUMENTAL                                |                                                          |
| Lewis Jefferson Calderon Sanches                   | Centro Democrático                                       |
| Deicy Diaz Gomez                                   | Alianza Verde                                            |
| Ronald Fabian Mendoza Merchan                      | Colombia Renaciente                                      |

- Datos: Q96186509